# 拉季任卡河
拉迪任卡河（烏克蘭語：Ладиженка），是烏克蘭中部的河流，屬於科洛馬克河的左支流。該河流經波爾塔瓦州的波爾塔瓦區，河道全長23公里，流域面積102平方公里。